# Daisuke Aono
Daisuke Aono (jap. 青野 大介 Aono Daisuke; ur. 19 września 1979) – japoński piłkarz występujący na pozycji pomocnika.

## Kariera klubowa
Od 2002 do 2009 roku występował w klubach Gamba Osaka, Vissel Kobe, Albirex Niigata i Ehime FC.